# Fernando Meirelles
Fernando Meirelles (* 9. listopadu 1955 São Paulo) je brazilský filmový režisér. Proslavil se zvláště snímkem Město bohů z roku 2002, za jehož režii byl nominován na Oscara.

## Životopis
Studoval architekturu na univerzitě v São Paulu. Na studiích se začal věnovat filmu a s přáteli založil filmové studio Olhar Eletrônico, které tvořilo nejprve experimentální snímky, ale časem se začalo specializovat na dětské pořady pro televizi, k jeho hlavním úspěchům patřil dětský televizní seriál Castelo Rá-Tim-Bum, který měl 180 dílů. Později spoluzaložil nové studio O2 Filmes, z něhož se stalo největší reklamní studio v Brazílii. Svůj první celovečerní film natočil v roce 1997. Roku 2002 spolu s Katiou Lundovou natočil celovečerní snímek Město Bohů (Cidade de Deus). Využil přitom 200 dětských neherců ze slumu. Po celém světě film získal přes 50 různých cen. Úspěch mu přinesl nabídku z Hollywoodu, jíž využil a natočil zde snímek The Constant Gardener, za jehož režii byl nominován na Zlatý glóbus. Herečka Rachel Weiszová si za výkon v tomto snímku odnesla Oscara i Zlatý globus. Roku 2007 natočil film Blindness, adaptaci románu José Saramaga Ensaio Sobre a Cegueira. V roce 2016 byl jedním z autorů zahajovacího ceremoniálu olympijských her v Rio de Janeiru.